# The Best of Tony Joe White Featuring Polk Salad Annie
Albums de Tony Joe White
The Path of a Decent Grove
(1993) Lake Placid Blues
(1995)
The Best of Tony Joe White Featuring Polk Salad Annie est un album de compilation de Tony Joe White.
Il est sorti en 1993 sur le label Warner Bros. Records et regroupe des chansons des six premiers albums de Tony Joe White.

## Liste des titres
- Tous les titres sont signés Tony Joe White.

| No  | Titre                                                         | de l'album               | Durée |
| --- | ------------------------------------------------------------- | ------------------------ | ----- |
| 1.  | Polk Salad Annie                                              | Black and White, 1969    | 3:41  |
| 2.  | Soul Fransisco                                                | Black and White, 1969    | 1:55  |
| 3.  | Willie and Laura Mae Jones                                    | Black and white, 1969    | 4:54  |
| 4.  | Rainy Night in Georgia                                        | ... Continued, 1969      | 3:40  |
| 5.  | Rooswelt and Ira Lee (Night of the Mossacin)                  | ... Continued, 1969      | 3:02  |
| 6.  | Stockholm Blues                                               | Tony Joe, 1970           | 3:22  |
| 7.  | High Sheriff of Calhoun Parrish                               | Tony Joe, 1970           | 3:48  |
| 8.  | Old Man Willis                                                | ... Continued, 1969      | 3:09  |
| 9.  | The Train I'm On                                              | The Train I'm On, 1971   | 3:08  |
| 10. | If I Ever Saw a Good Thing                                    | The Train I'm On, 1971   | 3:19  |
| 11. | As the Crow Flies                                             | The Train I'm On, 1971   | 3:48  |
| 12. | Even Trolls Love Rock and Roll                                | The Train I'm On, 1971   | 4:48  |
| 13. | Backwoods Preacher Man                                        | Homemade Ice Cream, 1973 | 2:45  |
| 14. | Takin' the Midnight Train                                     | Homemade Ice Cream, 1973 | 4:03  |
| 15. | Did Something Make a Fool Out of You                          | Homemade Ice Cream, 1973 | 4:14  |
| 16. | They Caught the Devil and Put Him in Jail in Eudora, Arkansas | Tony Joe White, 1971     | 3:47  |
| 17. | Saturday Night in Oak Grove, Louisiana                        | Homemade Ice Cream, 1973 | 2:11  |
| 18. | I've Got a Thing About You Baby                               | The Train I'm On, 1971   | 2:40  |
| 19. | For Ol' Time Sake                                             | Homemade Ice Cream, 1973 | 3:45  |
| 20. | Ol' Mother Earth                                              | Homemade Ice Cream, 1973 | 3:05  |

## Musiciens
- Tony Joe White : chant, guitare, harmonica, whomper stomper & box
- Tippy Armstrong : guitare acoustique sur les titres 9, 10, 12 & 18, guitare électrique sur le titre 11
- Reggie Young : guitare sur les titres 13, 14, 15, 17, 19 & 20
- David Paul Briggs : orgue, piano sur les titres 1, 2, 3, 13, 14, 15, 17, 19 & 20
- Mike Utley : orgue sur les titres 4, 5, 8 & 16
- Barry Beckett : piano, orgue, clavinet sur les titres 9, 10, 11, 12 & 18
- Ronnie Barron : orgue, piano électrique, congas, vibes sur les titres 9, 10, 11, 12 & 18
- David Putman : basse sur les titres 1, 2, 3, 7, 13, 14, 15, 17, 19 & 20
- Tommy McClure: basse sur les titres 4, 5 & 8
- David Hood : basse sur les titres 9, 10, 11, 12, 18 & 19
- Robert McGuffie : basse sur le titre 16
- Jerry Carrigan : batterie sur les titres 1, 2 & 3
- Sammy Creason : batterie sur les titres 4, 5, 8 & 16
- James Milhart : batterie sur 4, 5 & 8
- Roger Hawkins : batterie, percussions sur les titres 9, 10, 11, 12 & 18
- Kenny Malone : batterie sur les titres 13, 14, 15, 17, 19 & 20
- John Hughey : pedal steel sur le titre 9
- Charles Chalmers : saxophone sur le titre 10
- The Nashville Horns and Strings
- The Memphis Horns sur le titre 16
  - Wayne Jackson & Roger Hoops : trompette
  - Andrew Love & Louis Collins : saxophone ténor
  - James Mitchell : saxophone bariton
  - Jack Hale : trombone
- Tom Dowd, Charles Chalmers, Donna et sandy Rhodes, Terry Woodford, George Soulé et Jerry Masters : chœurs sur le titre 18